# سلطان بن عبد العزيز آل سعود
الأمير سلطان بن عبد العزيز آل سعود (13 رجب 1346 هـ / 5 يناير 1928 - 24 ذو القعدة 1432 هـ / 22 أكتوبر 2011 )، كان ولي عهد المملكة العربية السعودية والنائب الأول لرئيس مجلس الوزراء بالفترة من 1 أغسطس، 2005 إلى 22 أكتوبر 2011، ووزير الدفاع والطيران - وهو المنصب الذي شغله نصف قرن - والمفتش العام من عام 1962 حتى وفاته. توفي في أحد مستشفيات نيويورك حيث كان يخضع للعلاج، وساءت حالته الصحية في السنوات الأخيرة وأمضى فترات طويلة خارج السعودية للعلاج.

## نسبه
سلطان بن عبد العزيز بن عبد الرحمن بن فيصل بن تركي بن عبد الله بن محمد بن سعود الأوّل آل سعود.

## حياته
هو الابن الخامس عشر من أبناء الملك عبد العزيز الذكور، ولد في مدينة الرياض. والدته هي الأميرة حصة بنت أحمد السديري، وهو أحد من يطلق عليهم مصطلح السديريون السبعة وهم الملك فهد وولي العهد نائب رئيس الوزراء وزير الداخلية السابق الأمير نايف والأمير عبد الرحمن نائب وزير الدفاع والطيران والمفتش العام سابقاً والأمير تركي الثاني والملك سلمان والأمير أحمد. تعلم القرآن الكريم على يد كبار العلماء ودرس على أيدى مدرسين خاصين، وتبع ذلك الدراسة في مدرسة الأمراء، وتوسعت معارفه بمطالعته المكثفة في مجالات المعرفة والدبلوماسية، وعبر زياراته المتعددة إلى كثير من دول العالم.

## حياته السياسية

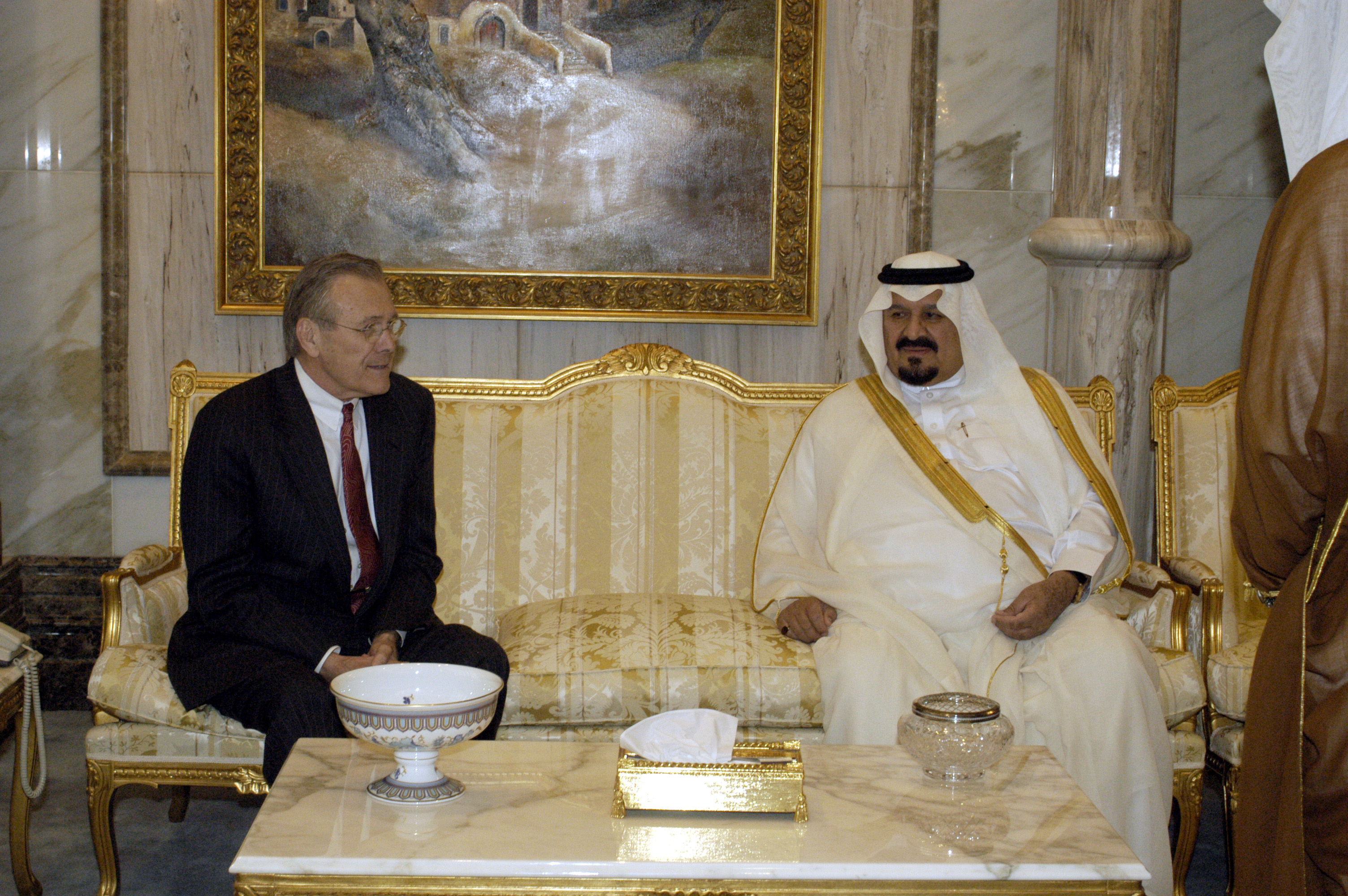
الأمير سلطان بن عبد العزيز مع وزير الدفاع الأمريكي دونالد رامسفيلد في أبريل 2003.

- كانت بداية دخوله للحياة السياسية أميراً لمنطقة الرياض بتاريخ 1 ربيع الآخر 1366 هـ الموافق 22 فبراير 1947[2]
- وبعد وفاة والده عبد العزيز آل سعود وتولّي أخيه سعود بن عبد العزيز آل سعود الحكم عُيّن في 18 ربيع الآخر 1373 هـ الموافق 24 ديسمبر 1953 وزيراً للزراعة والمياه[2]
- في 20 ربيع الأول 1375 هـ الموافق 5 نوفمبر 1955 عين وزيراً للمواصلات،[2] وظلّ بالمنصب حتى 1 ربيع الآخر 1380 هـ الموافق 22 سبتمبر 1960.
- وبتاريخ 3 جمادى الآخرة 1382 هـ الموافق 21 أكتوبر 1962 عُيّن وزيراً الدفاع والطيران ومفتشاً عاماً،[2] وتولى مسؤوليتها حتى وفاته.
- وبعد وفاة خالد بن عبد العزيز آل سعود في 13 يونيو 1982 وتولٌي شقيقه فهد بن عبد العزيز آل سعود مقاليد الحكم عُيّن نائباً ثانياً لرئيس مجلس الوزراء بالإضافة إلى مسؤوليته كوزيراً للدفاع والطيران ومفتشاً عاماً.[2]
- وبعد وفاة الملك فهد بن عبد العزيز آل سعود بتاريخ 26 جمادى الآخرة 1426هـ 1 أغسطس 2005 اختاره عبد الله بن عبد العزيز آل سعود ولياً للعهد وصدر أمراً ملكياً يقضي باستمرار جميع أعضاء مجلس الوزراء الحاليين في مناصبهم، وتعيين الأمير سلطان بن عبد العزيز ولي العهد وزير الدفاع والطيران والمفتش العام نائباً لرئيس مجلس الوزراء مع احتفاظه بمنصبه السابق.[7]
- برز اسمه في الإعلام الغربي في صفقات الأسلحة وتحديداً صفقة اليمامة في فترة الثمانينات.[8]

### مناصبه
- أميراً لمنطقة الرياض في 1 ربيع الثاني 1366هـ، الموافق 22 فبراير 1947.
- وزيراً للزراعة والمياه في 18 ربيع الثاني 1373هـ، الموافق 24 ديسمبر 1953.
- وزيراً المواصلات في 20 ربيع الأول 1375هـ، الموافق 5 نوفمبر 1955.
- وزيراً للدفاع والطيران ومفتشاً عاماً في 3 جمادى الآخرة 1382هـ، الموافق 21 أكتوبر 1962.
- النائب الثاني لرئيس مجلس الوزراء في 21 شعبان 1402هـ، الموافق 13 يونيو 1982 بالإضافة إلى مسؤولياته وزيراً للدفاع والطيران ومفتشاً عاماً.
- ولي العهد نائب رئيس مجلس الوزراء في 26 جمادى الثانية 1426هـ، الموافق 1 أغسطس 2005 بالإضافة إلى مسؤولياته وزيراً للدفاع والطيران ومفتشاً عاماً.

#### المجالس واللجان
- رئيس مجلس إدارة الهيئة العامة للطيران المدني.
- رئيس مجلس إدارة المؤسسة العامة للخطوط الجوية العربية السعودية.
- رئيس اللجنة العليا للتوازن الاقتصادي.
- رئيس مجلس إدارة المؤسسة العامة للصناعات الحربية.
- رئيس مجلس إدارة الهيئة الوطنية لحماية الحياة الفطرية وانمائها.
- رئيس المجلس الأعلى للشؤون الإسلامية.
- الرئيس الأعلى لمؤسسة سلطان بن عبد العزيز آل سعود الخيرية.
- رئيس اللجنة العليا لسياسة التعليم.
- رئيس مجلس إدارة الموسوعة العربية العالمية.
- نائب رئيس الهيئة العليا لمدينة الملك عبد العزيز للعلوم والتقنية.
- نائب رئيس مجلس الأمن الوطني.
- نائب رئيس المجلس الأعلى لشؤون البترول والمعادن.[6]

## صفقة اليمامة

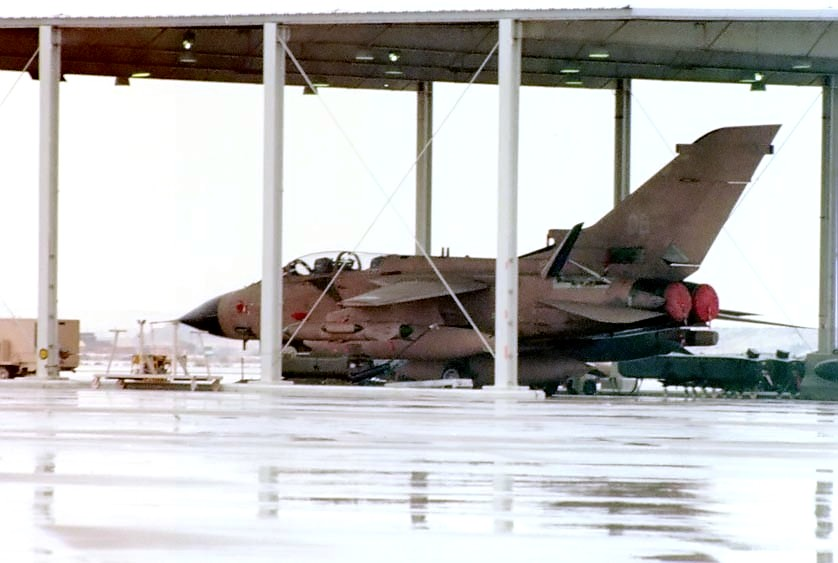
الجزء الرئيسي من صفقة اليمامة كان بيع مقاتلات تورنيدو للقوات الجوية الملكية السعودية.

كان لسلطان دور محوري في إتمام صفقة اليمامة، حيث وقّع مع نظيره البريطاني مايكل هيزلتاين سنة 1985 م المرحلة الأولى من الصفقة. وقد اتُهم ابنه بندر بتلقّي أموالا بشكل سري من شركة BAE ضمن هذه الصفقة.

## الحالة الصحية
عانى في السنوات الأخيرة من حياته من سرطان القولون، تنقل خلالها بين سويسرا والولايات المتحدة وذلك لتلقي العلاج، إذ تحدثت التقارير عام 2004 عن إصابته بسرطان القولون. ووفقا لتقرير صدر في 1 أغسطس 2005 من قبل مجموعة بحث أكسفورد أناليتيكا، فإن سلطان كان بالفعل قد خضع للعلاج من إصابة سرطانية. وكان قد خضع أيضا لعملية جراحية في السعودية لإزالة ما وصف بكيسة معوية في وقت سابق من العام 2005.
كان الأمير قد زار جنيف في أبريل 2008 لإجراء ما وصف بفحوص روتينية. وقضى وقت من النقاهة في المغرب بدأ من 22 أكتوبر، ليعود بعدها إلى السعودية في 2 نوفمبر 2008. وبعدها قام بالسفر في 24 نوفمبر 2008 إلى الولايات المتحدة لإجراء عملية جراحية حسب السلطات السعودية التي أخفت حقيقة مرضه، غير أن مصادر خليجية أخرى وقتها أفادت بأن ولي العهد السعودي سيخضع لعملية لاستئصال ورم من الأمعاء الدقيقة. ثم خضع لجراحة في نيويورك في فبراير 2009، وبعد ذلك قضى في قصره بأغادير بالمغرب فترة النقاهة التي استمرت حتى نهاية ديسمبر/ كانون الأول من ذلك العام حين عاد إلى بلاده قبل أن يغادرها الملك عبد الله أيضا إلى الولايات المتحدة لإجراء جراحة. وأصبح بعد عام 2008 يتنقل بين الولايات المتحدة لتلقي العلاج والمغرب لقضاء فترة نقاهة بعد العلاج. لم يصدر أي تأكيد من أي جهة حكومية سعودية عن طبيعة مرضه.

## وفاته ودفنه
انتشر خبر وفاة الأمير لحظة وفاته من صحف أمريكية، ثم أكدته وكالات أنباء دولية، قبل أن يعلن الديوان الملكي السعودي يوم السبت 24 ذو القعدة 1432 هـ الموافق 22 أكتوبر 2011 عن وفاته إثر مرض ألمَّ به. وجاءت وفاته في مستشفى نيويورك بريسبيتريان في نيويورك بالولايات المتحدة، التي وصلها في شهر يونيو من عام 2011 لتلقي العلاج وذلك بعد تدهور حالته الصحية.
وصل جثمانه إلى الرياض الإثنين، ووُضع في مستشفى القوات المسلحة في الرياض حتى يتم نقله إلى جامع الإمام تركي بن عبد الله في الرياض لتقام عليه صلاة الجنازة، وقد أمَّ صلاة الجنازة عليه مفتي عام السعودية عبد العزيز بن عبد الله آل الشيخ في جامع الإمام تركي بن عبد الله في الرياض بعد صلاة عصر الثلاثاء 25 أكتوبر، وحضر الصلاة الملك عبد الله بن عبد العزيز (أخوه غير الشقيق)، الذي بقي جالسا على كرسي وواضعا كمامة على وجهه أثناء أدائه الصلاة بسبب عملية جراحية أجريت له قبل أسبوع من وفاة الأمير سلطان. وتواجد تمثيل ضخم لمعظم الدول العربية والأجنبية حيث وصل العدد إلى مئة دولة،، حيث مثّل سورية نائب الرئيس فاروق الشرع، أما مصر فمثلها المشير حسين طنطاوي رئيس المجلس الأعلى للقوات المسلحة، ورئيس الوزراء اللبناني نجيب ميقاتي وكممثل عن إيران وزير خارجيتها علي أكبر صالحي، ونائب الرئيس الأمريكي جوزيف بايدن، والرئيس الفلسطيني محمود عباس، ورئيس مجلس النواب العراقي أسامة النجيفي، والرئيس السوداني عمر البشير، والرئيس اللبناني ميشال سليمان، بالإضافة إلى رؤساء دول مجلس التعاون الخليجي، منهم أمير دولة الكويت صباح الأحمد، أمير قطر حمد بن خليفة آل ثاني، والعاهل البحريني الملك حمد بن عيسى آل خليفة، والرئيس الأفغاني حامد قرضاي، ورئيس جمهورية جيبوتي إسماعيل عمر جيله، ورئيس جمهورية السنغال عبد الله واد، وكل من ملك المغرب، الملك محمد السادس بن الحسن والعاهل الأردني الملك عبد الله الثاني بن الحسين، والرئيس الباكستاني آصف علي زرداري، ورئيس الوزراء الماليزي نجيب تون عبد الرزاق. حمل الجثمان وسير به على الأقدام إلى مقبرة العود، ودفن في قبر مجاور لقبر الملك فهد بن عبد العزيز.

### ردة الفعل الدولية بعد وفاته
- أعلن أمير الكويت الشيخ صباح الأحمد الجابر الصباح الحداد الرسمي وتنكيس الأعلام لمدة ثلاثة أيام داخل البلاد وعلى السفارات خارج البلاد.[26]
- دعا ملك الأردن عبد الله الثاني بن الحسين المشاركين في المنتدى الاقتصادي العالمي إلى الوقوف دقيقة صمت حدادًا عليه.[27] وقرر مجلس الوزراء الأردني مساء الاثنين 24 أكتوبر 2011 إعلان الحداد العام في المملكة ليوم واحد هو الثلاثاء.[28]
- اتصل رئيس الوزراء التركي رجب طيب أردوغان بالعاهل السعودي، وبلغه تعازيه.[29]
- أعلن الملك حمد بن عيسى آل خليفة «الحداد الرسمي وتنكيس الأعلام داخل البلاد وعلى سفارات مملكة البحرين في الخارج» ابتداء من يوم الثلاثاء 25 أكتوبر ولمدة ثلاثة أيام.[30]
- أعلن الشيخ خليفة بن زايد آل نهيان رئيس الدولة الحداد الرسمي لمدة ثلاثة أيام اعتباراً من 23 أكتوبر، وتنكيس الأعلام على المؤسسات والدوائر الحكومية.[31]
- في 23 أكتوبر أصدر الرئيس باراك أوباما بيانا قال فيه أن الأمير سلطان «صديق حظي بتقدير الولايات المتحدة».[32]
- أعلن رئيس السلطة الفلسطينية محمود عباس يوم الثلاثاء 25 أكتوبر يوم حداد.[33]
- أعلن رئيس الوزراء اللبناني نجيب ميقاتي يوم الثلاثاء 25 أكتوبر يوم حداد.[34]
- أعلن الرئيس الجيبوتي إسماعيل عمر جيله الحداد من يوم الثلاثاء 25 أكتوبر إلى يوم الخميس 29 أكتوبر.[35]

## الأثر الثقافي والاجتماعي
عُرف الأمير بين الأوساط الإعلامية بلقب «سلطان الخير»، لدوره في العديد من الأعمال الخيرية لذوي الاحتياجات الخاصة والفقراء. فقد أسس مؤسسة سلطان بن عبد العزيز آل سعود الخيرية في 21 يناير، 1995 بغرض تقديم خدمات إنسانية عموماً وطبية خصوصاً لغير القادرين على تحمل النفقات، والتي وهب إليها كل ممتلكاته الشخصية -عدا سكنه الخاص- في حفل افتتاحها. شارك أيضاً في افتتاح العديد من مراكز جمعية الأطفال المعوقين السعودية، وأطلق اسمه على مركزها بالمدينة. كما حصل على وسام الشرف الإنساني عام 2007.

## منشآت تم تسميتها باسمه
أطلق اسم سلطان على عدد مختلف من منشآت الدولة السعودية منها:
- مطار الأمير سلطان بن عبد العزيز الإقليمي في تبوك
- قاعدة الأمير سلطان الجوية في الخرج
- مدينة الأمير سلطان الطبية العسكرية في الرياض
- مركز الأمير سلطان الحضاري المنتشرة فروعه في معظم أنحاء المملكة.
- جامعة الأمير سلطان في الرياض
- مجمع الأمير سلطان التعليمي في الرياض

## وصلات خارجية
- سلطان بن عبد العزيز آل سعود على موقع الموسوعة البريطانية (الإنجليزية)
- سلطان بن عبد العزيز آل سعود على موقع مونزينجر (الألمانية)
- سلطان بن عبد العزيز آل سعود على موقع إن إن دي بي (الإنجليزية)

- موقع جائزة الأمير سلطان للمياه.
- موقع مؤسسة سلطان بن عبد العزيز الخيرية.
- سلطان بن عبد العزيز في صور من إعداد موقع الرياض نت.

| سبقه مشعل                   | ترتيب أبناء الملك عبد العزيز                         | تبعه عبد الرحمن                 |
| سبقه ناصر بن عبد العزيز     | أمير منطقة الرياض 1366 هـ - 1373 هـ                  | تبعه نايف بن عبد العزيز         |
| سبقه لا يوجد                | وزير الزراعة 1373 هـ - 1375 هـ                       | تبعه عبد العزيز بن أحمد السديري |
| سبقه طلال بن عبد العزيز     | وزير المواصلات 1375 هـ - 1380 هـ                     | تبعه بدر بن عبد العزيز          |
| سبقه مشعل بن عبد العزيز     | وزير الدفاع والطيران والمفتش العام 1382 هـ - 1432 هـ | تبعه سلمان بن عبد العزيز        |
| سبقه عبد الله بن عبد العزيز | النائب الثاني لرئيس مجلس الوزراء 1402 هـ - 1426 هـ   | تبعه نايف بن عبد العزيز         |
| سبقه عبد الله بن عبد العزيز | ولي العهد 1426 هـ - 1432 هـ                          | تبعه نايف بن عبد العزيز         |
| سبقه عبد الله بن عبد العزيز | النائب الأول لرئيس مجلس الوزراء 1426 هـ - 1432 هـ    | تبعه نايف بن عبد العزيز         |